# 拉玛泽呼吸法
拉玛泽呼吸法也称拉梅茲呼吸法或拉玛泽减痛分娩呼吸法，是分娩过程中的一种技术，由法国医生拉玛泽在1940年代发明。
拉玛泽呼吸法的目的是增强产妇在分娩过程中的信心，同时能够部分减轻分娩引起疼痛。主要包括集中精力呼吸、运动以及按摩三个方面。呼吸法的原理是「心裡預設法」，認為人的大腦對於一種刺激的反應是可以由於學習而改變的，也就是先讓母親有充分的心理準備，透過運動練習，當疼痛來臨時便不覺恐懼，反而知道如何克服疼痛。
有培训和认证计划可供从业人员使用，来获得拉玛兹认证分娩教师 (LCCE)

## 历史
拉玛泽医生（Dr. Lamaze）受到了由在“助产士（monitrice）”或接生婆的监督下进行的呼吸和放松技巧的这么个苏联分娩做法的影响。拉玛泽方法在Marjorie Karmel在她1959年的书《谢谢你，Lamaze博士》，以及Elisabeth Bing 1960年的书《更轻松分娩的六堂实用课程》（Six Practical Lessons for an Easier Childbirth）写下了她的经历后，在美国变得流行。Karmel和Bing后来于1960年创立了“产科心理预防学美国协会”（ the American Society for Psychoprophylaxis in Obstetrics），后来改名为拉玛泽国际协会。

## 批评
拉玛泽本人因其过于纪律化和反女性主义而受到批评。自然分娩活动家希拉·基青格（Sheila Kitzinger）在20世纪50年代在巴黎一家诊所工作时所使用的方法表达了对拉玛泽分娩方法的“纪律性质（the disciplinary nature）”的担忧。根据基青格的说法，拉玛泽经常根据产妇的“不安和尖叫”来评价她们在分娩中的表现，评级从“优秀”到“完全失败”不等。他认为那些“失败”的女性是因为她们怀疑或没有足够练习，而且拉玛泽认为“过于理性”的女性，即“问了太多问题”的女性最有可能“失败”。
拉玛泽技巧也因无效而受到批评。